# José Sámano de la Brena
José Sámano de la Brena   (Santander, 1943 - Madrid, 5 d'octubre de 2019) va ser un productor de cinema, teatre i televisió espanyol. També és adaptador i director teatral. Llicenciat en dret, va col·laborar amb el Teatro Español Universitario de la facultat i va guanyar alguns certamens de cinema per curtmetratges. També va fer treballs d'ajudant de direcció i director de producció, en cinema i televisió. El 1975 va fundar Sabra Producciones amb la qual ha realitzat cinema, televisió i teatre, assumint labors sempre de productor i, en molts casos, de director, guionista o adaptador. Actualment casat amb Marisol Garcia-Bango, va mantenir una relació sentimental amb Mercedes Milá durant vint anys.

## Trajectòria

### Cinema
- 1995 Louis, enfant roi, de Roger Planchon.
- 1992 Entre el cielo y la tierra, de Marion Hänsel.
- 1991 Chatarra, de Félix Rotaeta.
- 1990 Lo más natural, de Josefina Molina.
- 1989 Esquilache, de Josefina Molina.
- 1981 Función de noche, de Josefina Molina.
- 1979 Operación Ogro, de Gillo Pontecorvo.
- 1978 Arriba Hazaña, de José María Gutiérrez.
- 1976 Retrato de familia, d'Antonio Giménez-Rico.

### Teatre
- 2012 Guillaume i els nois, a taula!, amb Secun de la Rosa.
- 2011 El evangelio según Pilatos, amb Joaquim Kremel.
- 2010-2011 Cinco horas con Mario, de Miguel Delibes. amb Natalia Millán (2a versió).
- 2005-2006 El cartero de Neruda, amb Miguel Ángel Muñoz, José Ángel Egido, Tina Sáinz i Marina San José.
- 2004 Almacenados, amb José Sacristán.
- 2000 Concierto para 48 voces, amb Lola Herrera i Chete Lera.
- 1998 Un rato, un minuto, un siglo..., amb Lola Herrera i Carmen Linares.
- 1997 Cartas de amor (2a versió), amb Analía Gadé i José Luis Pellicena.
- 1995 Esa dama, de Kate O'Brien. amb Enriqueta Carballeira.
- 1992 Cartas de amor (1a versió), amb Analía Gadé i Alberto Closas.
- 1989 Las guerras de nuestros antepasados, de Miguel Delibes. amb José Sacristán i Juan José Otegui.
- 1979 Cinco horas con Mario (1a versió), amb Lola Herrera.

### Televisió
- 1992 Como la vida misma (Antena 3 Televisió). amb Verónica Forqué.
- 1990-1991 Iñaki, los jueves (TV autonòmiques). Presentat per Iñaki Gabilondo.

Programes de debat i entrevistes presentats per Mercedes Milá:
- 1995 Más que palabras (Antena 3 Televisió).
- 1992-1994 Queremos saber (Antena 3 Televisió).
- 1990 El martes que viene (TVE-1).
- 1988-1989 Dilluns, dilluns (TV3).
- 1986 De jueves a jueves (TVE-1).
- 1982-1984 Buenas noches (TVE-1).